# دكتور روس
دكتور روس (بالإنجليزية: Doctor Ross)‏ هو مغن مؤلف ومغني وموسيقي وعازف قيثارة أمريكي، ولد في 21 أكتوبر 1925 في تونيكا في الولايات المتحدة، وتوفي في 28 مايو 1993 في فلينت في الولايات المتحدة.

## وصلات خارجية
- دكتور روس على موقع ميوزك برينز (الإنجليزية)
- دكتور روس على موقع ميوزك برينز (الإنجليزية)
- دكتور روس على موقع أول ميوزيك (الإنجليزية)
- دكتور روس على موقع ديسكوغز (الإنجليزية)
- دكتور روس على موقع ديسكوغز (الإنجليزية)